# Нууммит
Нууммитът е рядка метаморфна скала, която се състои от амфиболовите минерали гедрит и антофилит. Наречен е на района Нуук в Гренландия, където е открит.

## Описание
Нуумитът обикновено е черен на цвят и непрозрачен. Състои се от два амфибола, гедрит и антофилит. Други често срещани минерали в скалата са пирит, пиротин и халкопирит, които образуват блестящи жълти ивици в полирани екземпляри.
В Гренландия скалата е образувана от два последователни метаморфни отпечатъка на първоначално магмена скала. Нахлуването се е случило в архайския период преди около 2800 милиона години и метаморфният отпечатък е датиран преди 2700 и 2500 милиона години.

## История
Скалата е открита за първи път през 1810 г. в Гренландия от минералога К. Л. Гизеке.
През 2009 г. в централна Мавритания е открит нова разновидност на нууммит. Под неофициалното си наименование йенакит тази разновидност се отличава с наличието и високата плътност на сини и зелени игловидни кристали антофилит. Няма златни антофилитни игловидни кристали.
Нууммитът от Гренландия има предимно златисти и понякога сини антофилитни игловидни кристали.

## Допълнителна информация
- P. W. U. Appel & A. Jensen: A new gem material from Greenland: iridescent orthoamphibole [nuummite]. Gems and Gemology, 23, P. 3642, 1987 (онлайн извлечение)
- K. A. Rodgers et al.: Iridescent anthophyllite-gedrite from Simiuttat, Nuuk district, southern West Greenland. Composition, exsolution, age. Mineralogical Magazine, Vol. 60, P. 937–947, December 1996 (онлайн извлечение)

|  | Тази страница частично или изцяло представлява превод на страницата Nuummite в Уикипедия на английски. Оригиналният текст, както и този превод, са защитени от Лиценза „Криейтив Комънс – Признание – Споделяне на споделеното“, а за съдържание, създадено преди юни 2009 година – от Лиценза за свободна документация на ГНУ. Прегледайте историята на редакциите на оригиналната страница, както и на преводната страница, за да видите списъка на съавторите. ВАЖНО: Този шаблон се отнася единствено до авторските права върху съдържанието на статията. Добавянето му не отменя изискването да се посочват конкретни източници на твърденията, които да бъдат благонадеждни. |